# Роуб
Роуб (англ. Robe, ирл. Abhainn an Róba) — река в графстве Мейо Ирландии. Её длина — 64 километра, площадь бассейна — 320 квадратных километров. Река протекает от Баллихониса до Лох-Маск. Её номер в Агентстве защиты окружающей среды (Environmental Protection Agency) — 30_1579.